# Kanton Dreux-Est
Kanton Dreux-Est (francouzsky Canton de Dreux-Est) je francouzský kanton v departementu Eure-et-Loir v regionu Centre-Val de Loire. Tvoří ho 10 obcí.

## Obce kantonu
- Charpont
- Cherisy
- Dreux (východní část)
- Écluzelles
- Germainville
- La Chapelle-Forainvilliers
- Luray
- Mézières-en-Drouais
- Ouerre
- Sainte-Gemme-Moronval